# Steinberg (Šluknovská pahorkatina, 445 m)
Steinberg (česky doslovně Kamenný vrch) je vrch o nadmořské výšce 445 m na území hornolužické obce Steinigtwolmsdorf v zemském okrese Budyšín v Sasku.

## Charakteristika
Vrch leží v německé části Šluknovské pahorkatiny (Lausitzer Bergland) a její mesogeochoře Severní hornolužická vrchovina (Nördliches Oberlausitzer Bergland). Geologické podloží tvoří převážně hybridní dvojslídý granodiorit, na západním úpatí se vyskytuje též lužický granodiorit. Převažujícím půdním typem je podzolová kambizem, okrajově je zastoupen také pseudoglej a regosol. Západní svahy jsou odvodňovány do potoka Steinigtwolmsdorfer Bach, který je pravým přítokem říčky Wesenitz, při jižním a východním úpatí pak pramení potok Steinbergwasser, který patří k povodí Sprévy. Celý vrch tak náleží k povodí Labe a k úmoří Severního moře. Většina vrchu je porostlá převážně jehličnatým lesem, jen západní svahy jsou zemědělsky využívané. Vrch leží v chráněné krajinné oblasti Oberlausitzer Bergland. Sedlem mezi Steinbergem a Höllenhübelem (451 m) prochází spolková silnice B 98. Přes severní svah vede červeně značená turistická trasa směřující ke Steinigtwolmsdorfu a Wilthenu.

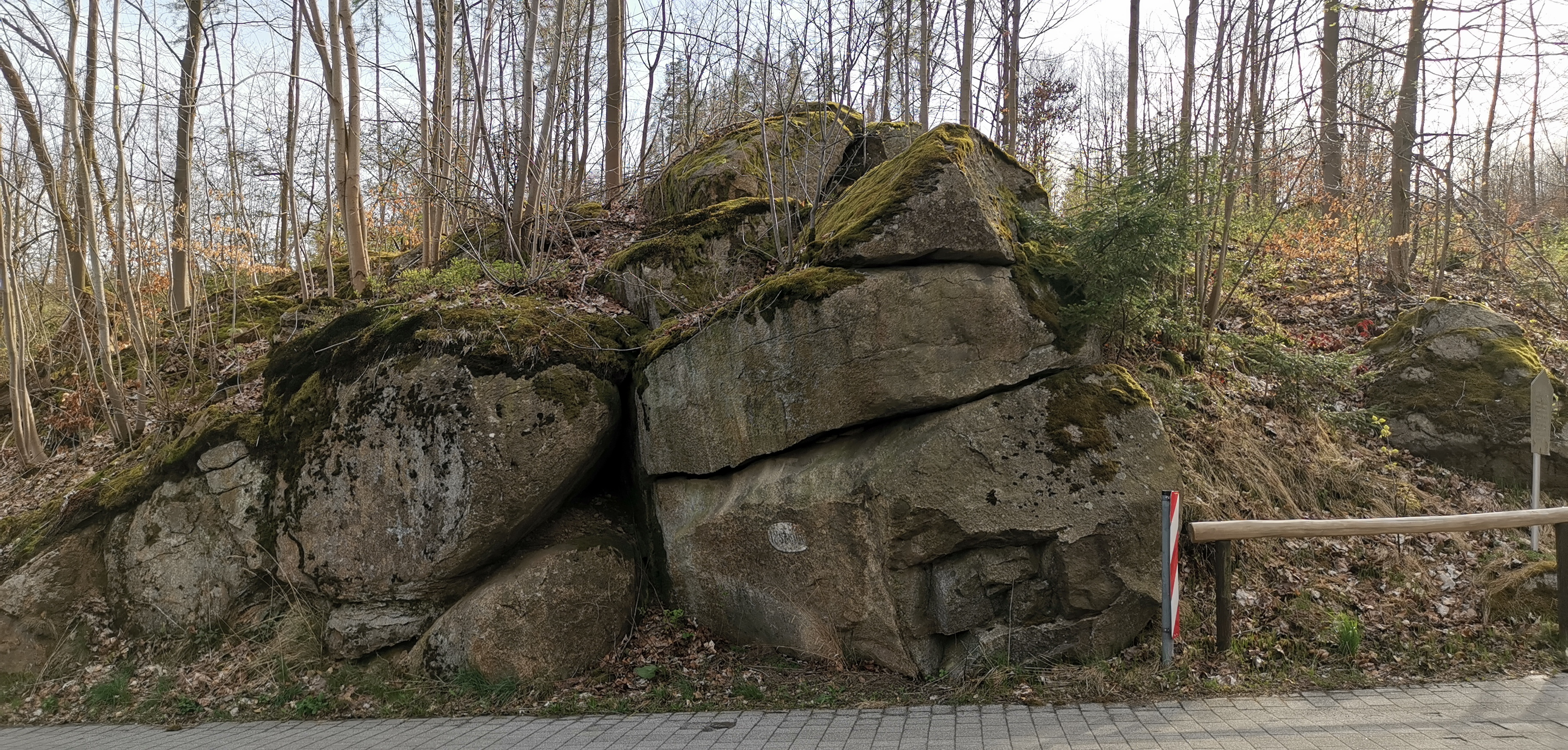
Skála na jižním svahu